# スルホニルウレア

スルホニルウレア構造（赤部分）

スルホニルウレア (sulfonylurea) は、パラフェニル基、スルホニル基、ウレア結合からなるスルホニルウレア構造（S‐フェニルスルホニルウレア構造）を持つ化合物の総称である。スルホニル尿素、SU剤、SU薬。
除草剤や、経口血糖降下薬に使われる。

## 経口血糖降下薬
経口血糖降下薬としては、膵臓のβ細胞にあるSU受容体と結合しATP依存性カリウムチャネルを遮断し、細胞膜に脱分極を起こして膜電位依存性カルシウムチャネルを開口させ、細胞内Ca2+濃度を上昇させてインスリン分泌を促進させる。適応は2型糖尿病である。重大な副作用として重篤かつ遷延性の低血糖症、無顆粒球症などがある。
スルホンアミド系の抗生物質を研究していた際に、実験動物が低血糖を示した事で発見された。

### 第一世代
- トルブタミド -1957年〜2015年に販売
- アセトヘキサミド
- クロルプロパミド（英語版）

### 第二世代
- グリベンクラミド
- グリクラジド
- グリピジド

### 第三世代
- グリメピリド

## 除草剤
除草剤としては、アセト乳酸合成酵素 (ALS) を阻害する。近年では水田で多用されたことによりアゼナ類やミズアオイなど耐性を持つ雑草が増加し、問題となっている。
主に
- フラザスルフロン
- ベンスルフロンメチル
- ピラゾスルフロンエチル
- イマゾスルフロン
- アジムスルフロン
- エトキシスルフロン
- シクロスルファムロン
- ハロスルフロンメチル

などが用いられている。